# Olivares de Duero
Olivares de Duero é um município da Espanha na província de Valladolid, comunidade autónoma de Castela e Leão, de área 29,3 km² com população de 314 habitantes (2007) e densidade populacional de 11,24 hab/km².

## Demografia
| Variação demográfica do município entre 1991 e 2004 | Variação demográfica do município entre 1991 e 2004 | Variação demográfica do município entre 1991 e 2004 | Variação demográfica do município entre 1991 e 2004 |
| --------------------------------------------------- | --------------------------------------------------- | --------------------------------------------------- | --------------------------------------------------- |
| 1991                                                | 1996                                                | 2001                                                | 2004                                                |
| 328                                                 | 350                                                 | 324                                                 | 330                                                 |